# Eutelisca luteocaudata
Eutelisca luteocaudata är en stekelart som beskrevs av Heydon 1997. Eutelisca luteocaudata ingår i släktet Eutelisca och familjen puppglanssteklar. Inga underarter finns listade i Catalogue of Life.